# Micah Potter

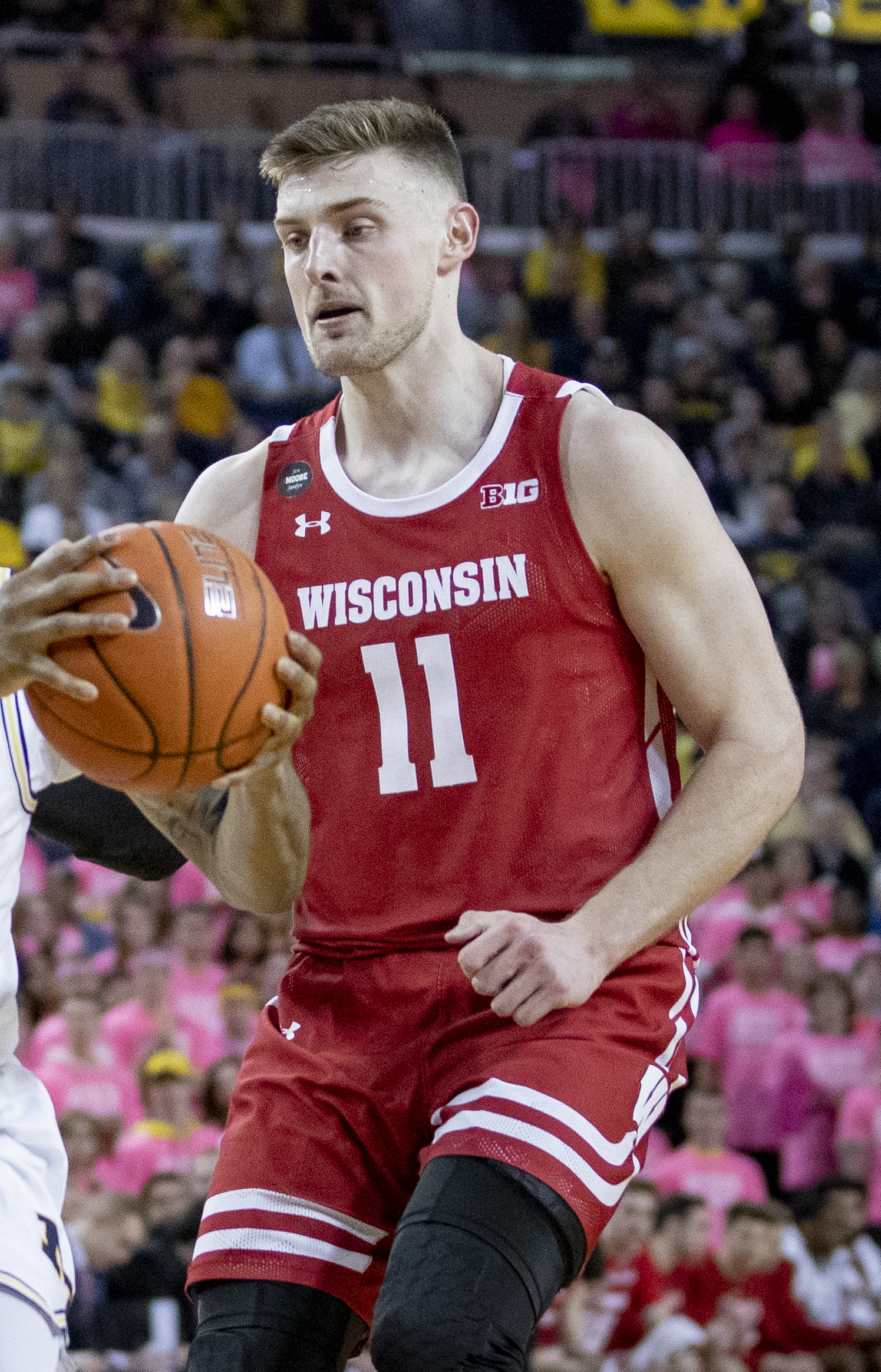
Micah Potter, 2020.

Micah Potter, född 6 april 1998 i Mentor i Ohio, är en amerikansk professionell basketspelare (PF/C) som spelar för San Antonio Spurs i National Basketball Association (NBA). Han har tidigare spelat för Detroit Pistons och Utah Jazz.
Potter blev aldrig NBA-draftad.
Innan han blev proffs studerade Potter först på Ohio State University och spelade för deras idrottsförening Ohio State Buckeyes. Han blev senare överförd till University of Wisconsin–Madison för spel i Wisconsin Badgers.